# كينكيتشي أويدا
كينكيتشي أويدا (باليابانية: 植田謙吉؛ بالكانا: うえだ けんきち) هو عسكري ياباني، ولد في 8 مارس 1875 في أوساكا في اليابان، وتوفي في 11 سبتمبر 1962 في آيوو جيما في اليابان.